# Kommunale Familienpolitik
Unter kommunaler Familienpolitik versteht man in der Bundesrepublik Deutschland familienpolitische Maßnahmen einer Kommune (oder Gemeinde), die familienpolitische Vorgaben der Bundes- und Landesebene weiter ausgestaltet.

## Rechtlicher Rahmen
Artikel 6 des Grundgesetzes der Bundesrepublik Deutschland verpflichtet Bund, Länder und Gemeinden dazu, die Familie unter den besonderen Schutz der staatlichen Ordnung zu stellen. Artikel 28 Abs. 2 des Grundgesetzes weist Gemeinden das Recht zu, ihre Angelegenheiten innerhalb des vorgegebenen rechtlichen Rahmens in eigener Verantwortung zu regeln (kommunale Selbstverwaltung). In einer Expertise für den nordrhein-westfälischen Landtag wird die kommunale Ebene als die unmittelbarste und daher am besten geeignete Ordnungsebene des Staats für Familienpolitik bezeichnet.

## Mögliche Ziele kommunaler Familienpolitik
Für Kommunalpolitik und Verwaltung sind Familien eine wichtige Zielgruppe. Ein Ziel kommunaler Familienpolitik ist es, das unmittelbare Lebensumfeld für Familien zu verbessern. So haben Kommunen beispielsweise ein Interesse daran, Familien attraktive Lebensbedingungen zu schaffen, damit diese – beispielsweise nach der Geburt von Kindern – nicht fortziehen, was Nachteile beim Generationenverhältnis und gegebenenfalls einen Verlust von Steuereinnahmen bedeuten würde. Kommunale Familienpolitik kann damit gerechtfertigt werden, dass sich die Entscheidung für oder gegen die Gründung oder den Zuzug einer Familie an den lokalen Gegebenheiten orientiert. Ferner ist es wichtig, Familien bei der Erfüllung ihrer Aufgaben (Erziehung, Bildung, gegenseitige Hilfe) zu stärken.

## Mögliche Aufgaben kommunaler Familienpolitik
Kommunen erfüllen familienpolitische Aufgaben, weil sie ihnen von staatlichen Stellen übertragen worden sind (z. B. Kinder- und Jugendhilfe, Sozialhilfe, kommunale Leistungen nach dem SGB II) und weil sie im Zuge der Selbstverwaltung dazu verpflichtet sind (Kindergartenplätze, Erziehungsberatung). Darüber hinaus können sie auch freiwillig selbst initiativ werden. Freiwillige Leistungen können materieller Natur sein (z. B. familiengerechte Gebühren, Vergünstigungen) oder immaterielle Angebote sein (z. B. Kurzzeitpflege, Bereitstellen von Spielmobilen für Kinder). So genannte strategische Instrumente der Familienpolitik für Kommunen sind beispielsweise kommunale Familienberichte oder Familienfreundlichkeitsprüfungen bzw. -zertifikate.
Ein im Auftrag des Dachverbands Kind e.V. erstelltes Gutachten des Verfassungsrechtlers Rüdiger Zuck stellte heraus, dass Familien, die außerhalb der betreuenden Kommune wohnen, bei der Vergabe von Betreuungsplätzen nicht benachteiligt werden dürfen.